# Kiss (倉木麻衣單曲)
〈Kiss〉是日本歌手倉木麻衣的第16張單曲，於2003年4月30日由GIZA studio發行。歌曲為自倉木的美國出道英語單曲〈Baby I Like〉後首次由YOKO Black. Stone作曲跟Cybersound編曲的歌曲。歌曲的主要風格為J-Pop跟節奏藍調，並以夏天作為主題，唱出心情上的熾熱感覺，以及從友情發展成愛情的感覺。
單曲獲得樂評家正面的評價，包括讚賞伴奏的電腦音效與真實樂器融合得令人印象深刻，以及讚賞倉木在歌曲的聲音展現過往未曾達到的深度。〈Kiss〉發行首週空降《Oricon公信榜》第3位，延續倉木從出道起所有單曲打進週榜單前3位的紀錄至第16張。單曲最終銷量達到112,092張，成為倉木歌手生涯目前最後一張實體銷量突破10萬張的單曲。
〈Kiss〉的音樂錄影帶呼應歌曲的印象而在游泳池邊進行拍攝，並加入黑人樂手一同演出。倉木曾在多場演唱會上演唱歌曲，包括「Mai Kuraki LIVE TOUR 2006 DIAMOND WAVE」、「10th Anniversary Mai Kuraki Live Tour 2009 "BEST" ～Best Party～」跟「10th Anniversary Mai Kuraki Live Tour 2009“BEST”HAPPY HAPPY HALLOWEEN LIVE」。

## 背景與發行
在聽見〈Kiss〉的樣本唱片前，倉木麻衣便已經打算創作一首名為〈Kiss〉的歌曲，因此在聽過歌曲的樣本後，她便把與歌名印象合適的歌曲以〈Kiss〉為名開始創作。歌曲的樣本比起成品更具節奏藍調的風格，並帶有與倉木過往的作品截然不同的感覺，但其後倉木向編曲者提出希望加入更流行的編曲元素。歌曲的樣本原以英語創作，其後倉木把歌曲改以日語填詞，並在錄製途中產生各種歌曲的和聲意念。由於歌曲的錄製時期正值倉木舉行巡迴演唱會期間，因此只能在有限的時間裡交出最好的成果，最終亦成功唱出要求。
2003年3月中旬，在單曲〈Time after time ～在落花紛飛的街道上～〉發行後，官方宣佈新單曲〈Kiss〉訂於4月30日發行的消息，成為倉木2003年3個月連續發行單曲計劃的第2首單曲。而〈Kiss〉的商業搭配項目亦同時公開。

## 詞曲
〈Kiss〉由倉木本人填詞，並分別由YOKO Black. Stone作曲跟Cybersound編曲，為自美國出道英語單曲〈Baby I Like〉後再一次集合的創作陣容。歌曲的風格為J-Pop跟節奏藍調，全長4分37秒，並帶有弦樂、原音結他，以及電腦仿製的鼓點聲音。
歌曲以夏天作為主題，寫出在心情上的熾熱感覺，倉木指這是踏入20歲後產生與過往不同的歌詞角度與心情而寫下，因此與同為夏日歌曲的〈Feel fine!〉有著不同的主題。歌曲另一個創作主題為「行動勝過言語」，寫出從友情發展為愛情的感覺，亦帶有「Kiss勝過千言萬語」的歌詞。

## 廣告與宣傳
〈Kiss〉繼前一年的〈Feel fine!〉後再次成為倉木本人演出的資生堂「SEA BREEZE」電視廣告歌。廣告遠赴沖繩石垣島，在能夠看到水底下的珊瑚礁的清徹海邊進行拍攝。廣告以「藍色」作為主題，展現出倉木在藍天與碧海下的自然姿態，並在單曲發行前的4月18日開始電視播放。而廣告的拍攝幕後花絮則在同月播放的電視節目《MEGA HITS REQUEST》公開。
3月15日，官方與資生堂「SEA BREEZE」舉行2003年「在NET上GET!」的企劃，開放歌迷在互聯網上應募倉木麻衣在沖繩舉行的現場談話活動，當選者能夠出席當日活動現場，並獲得SEA BREEZE跟倉木麻衣的原創贈品等禮物。倉木亦在單曲發行期間登上《音樂怪人》2003年5月號，以及《J-groove》2003年5月號等多本雜誌作為宣傳。

## 反響
《CD Journal》的編輯讚賞〈Kiss〉裡簡單的數位節拍所產生的機械性響聲，融入原音吉他等真實樂器所產生的溫度使人印象深刻。他亦讚賞倉木在歌曲裡的聲音體現出不挑選聽眾的流行性，聽起來非常悅耳。《Oricon》的編輯認為歌曲帶有讓人浮現出在烈日下的藍天印象般的爽快感，並讚賞歌曲就像在感到炎熱疲倦、不愉快指數達到120分的夏天時，吹來的一陣舒服微風一樣。
亞馬遜日本的森朋之讚賞〈Kiss〉結合原音吉他自然音色與碎拍響聲的伴奏充滿新鮮感，而在令人不自覺地想要擺動身體的節奏上，倉木隨著旋律而唱出的舒適聲音也表現出以往未曾達到的深度。他也特別指出歌曲副歌部分所加入的清爽弦樂，帶給聽眾為之驚艷的鮮明衝擊。Excite的編輯以10分滿分的基準給予單曲9分評價，指迎向夏日的新麻衣登場，並讚賞歌曲有著成熟而稱心的節奏藍調風格。
〈Kiss〉發行首日空降《Oricon公信榜》日榜單冠軍位置，其後連續三天高據榜單冠軍。最終單曲以約7.1萬張的首週銷量登上週榜單第3位，延續從出道起所有單曲打進週榜單前3位的紀錄至第16張。單曲於發行次週售出約1.9萬張銷量，兩週累積銷量突破9萬張，其後亦登上2003年5月份月榜單第8位。單曲在榜週數達到9週，其後登上2003年單曲年榜單第92位。單曲最終銷量達到112,092張，成為倉木歌手生涯目前最後一張實體銷量突破10萬張的單曲。〈Kiss〉亦在發行同月獲日本唱片協會認證為金唱片，代表單曲的出貨量達到20萬張或以上。

## 音樂錄影帶
〈Kiss〉的音樂錄影帶呼應歌曲與歌詞的印象，在游泳池邊進行拍攝。錄影帶出現在室內游泳池邊演奏結他、電子琴，以及非洲鼓等不同樂器的黑人樂手，而戴上白色鴨舌帽跟身穿白色衣服與長褲的倉木則跟著一起唱歌。當中亦穿插戴上黑色鴨舌帽跟身穿黑色裝束的倉木獨自在游泳池邊歌唱，以及她在戶外活動的片段。
錄影帶的拍攝幕後花絮於歌曲發行當月在電視節目《BEST OF J-GROOVE》公開，全長約5分鐘的片段展現出錄影帶的綵排部分、正式拍攝以及幕後交談片段。音樂錄影帶其後收錄於影像作品《My Reflection》，以及精選輯《Mai Kuraki Single Collection ～Chance for you～》初回限定盤附送的DVD。

## 現場表演
倉木麻衣在〈Kiss〉發行後曾多次在演唱會上演唱歌曲。在2006年舉行的全國巡迴演唱會「Mai Kuraki LIVE TOUR 2006 DIAMOND WAVE」上，倉木在樂手彈奏原音結他的背景下唱出〈Kiss〉，其後兩名舞者亦加入伴舞。她亦在同年12月31日舉行的跨年倒數演唱會「Mai Kuraki COUNTDOWN LIVE 06-07 ～Love,Day Break Tomorrow～」演唱歌曲。
在2009年，倉木於亞洲巡迴演唱會「10th Anniversary Mai Kuraki Live Tour 2009 "BEST" ～Best Party～」上也演唱了〈Kiss〉。同年10月31日，她也在首次舉行的萬聖節演唱會「10th Anniversary Mai Kuraki Live Tour 2009“BEST”HAPPY HAPPY HALLOWEEN LIVE」上演唱歌曲。

## 歌曲列表
| 曲序     | 曲目                     | 时长  |
| -------- | ------------------------ | ----- |
| 1.       | Kiss                     | 4:37  |
| 2.       | You are not the only one | 4:04  |
| 3.       | Kiss (Instrumental)      | 4:35  |
| 总时长： | 总时长：                 | 13:16 |

## 製作名單
資料來自《If I Believe》專輯內頁。

| 〈Kiss〉 - 倉木麻衣－聲樂、和聲、填詞 - YOKO Black. Stone－作曲、附加編程、聲樂、和聲 - Cybersound－編曲 - 邁克爾·阿弗瑞克－聲樂、和聲 - 基思·巴茲爾－聲樂、和聲 - 約翰尼·里斯克－結他 - 渡邊亮希－結他 - 佩里·蓋爾－電腦操作、編程 - 高桑心－混音 | 〈You are not the only one〉 - 倉木麻衣－填詞、和聲、饒舌 - 德永曉人－作曲、附加編程 - Cybersound－編曲 - 邁克爾·阿弗瑞克－和聲、饒舌 - 約翰尼·里斯克－結他 - 米格爾·薩·佩索阿－電子琴 - 佩里·蓋爾－電腦操作、編程 - 野崎智子－混音 |

## 榜單與認證
| 榜單（2003年）             | 最高 位置 |
| -------------------------- | --------- |
| 日本單曲榜日榜單（Oricon） | 1         |
| 日本單曲榜週榜單（Oricon） | 3         |
| 日本單曲榜月榜單（Oricon） | 8         |
| 日本單曲榜年榜單（Oricon） | 92        |

| 地區                                  | 认证 | 认证单位/销量 |
| ------------------------------------- | ---- | ------------- |
| 日本（日本唱片協會）                  | 金   | 200,000^      |
| *僅含認證的實際銷量 ^僅含認證的出貨量 |      |               |

## 資料來源
1. 1 2 3 4 5 6 7 8 9 10 11  . Music Freak Magazine.   [2021-02-18]. （原始内容存档于2021-02-18） （日语）.
2. 1 2 3  . Excite. 2003-03-13  [2021-02-18]. （原始内容存档于2004-11-02） （日语）.
3. ↑  . Excite. 2003-04-22  [2021-02-18]. （原始内容存档于2004-10-24） （日语）.
4. 1 2  . Excite.   [2021-02-18]. （原始内容存档于2003-08-03） （日语）.
5. 1 2 3  森朋之. . Amazon Japan.   [2021-02-18]. （原始内容存档于2019-05-16） （日语）.
6. 1 2 3 4  . CD Journal.   [2021-02-18]. （原始内容存档于2021-02-18） （日语）.
7. ↑  出自The MUSIC 272（日语：The MUSIC 272）音樂節目《MEGA HITS REQUEST（日语：MEGA HITS REQUEST）》於2003年4月7日播映的集數。
8. 1 2  . Mai Kuraki Official Website.   [2021-02-18]. （原始内容存档于2003-04-02） （日语）.
9. 1 2  . Oricon.   [2021-02-18]. （原始内容存档于2003-11-20） （日语）.
10. 1 2  . The Natsu Style. 2009-04-02  [2021-02-18]. （原始内容存档于2021-02-18） （日语）.
11. 1 2  . MusicTv Program.   [2021-02-18]. （原始内容存档于2016-03-04） （日语）.
12. ↑  . Oricon. 2005-01-26  [2021-02-18]. （原始内容存档于2021-02-18） （日语）.
13. ↑  . MusicTv Program.   [2021-02-18]. （原始内容存档于2016-03-04） （日语）.
14. 1 2  . Oricon.   [2021-02-18]. （原始内容存档于2003-09-01） （日语）.
15. 1 2  . MusicTv Program.   [2021-02-18]. （原始内容存档于2018-07-25） （日语）.
16. ↑  . 年代流行.   [2021-02-05]. （原始内容存档于2016-10-26） （日语）.
17. 1 2  . Recording Industry Association of Japan.   [2021-02-18] （日语）. 在下拉菜单选择“2003年4月”
18. ↑  出自京都放送音樂節目《BEST OF J-GROOVE（日语：J-ROCK ARTIST COUNT DOWN 50）》於2003年4月26日播映的集數。
19. ↑  . HMV.   [2021-02-18]. （原始内容存档于2021-01-28） （日语）.
20. ↑  . Tower Records. 2019-10-28  [2021-01-17]. （原始内容存档于2019-10-28） （日语）.
21. ↑  平賀哲雄. . Hotexpress. 2006-11-28  [2021-02-18]. （原始内容存档于2007-05-17） （日语）.
22. ↑  . Tower Records.   [2021-02-05]. （原始内容存档于2016-06-04） （日语）.
23. ↑  . HMV.   [2021-02-18] （日语）.
24. ↑  平賀哲雄. . Hotexpress. 2009-12-08  [2021-02-18]. （原始内容存档于2013-01-03） （日语）.
25. ↑   (專輯內頁). 倉木麻衣. GIZA studio. 2003-07-09.